# リュクルゴス (スパルタ王)
リュクルゴス（古希: Λυκοῦργος, 英: Lycurgus, 在位：紀元前219年-紀元前210年）は、スパルタ末期のスパルタ王である。
リュクルゴスは王家の血筋にないにもかかわらず、紀元前219年にアゲシポリス3世と共にスパルタ王に選ばれた。これによってクレオメネス3世の亡命以降混乱状態にあったスパルタは再び王政に戻った。ポリュビオスによれば、リュクルゴスが王位に就けたのは監督官への賄賂によるものである。
即位後、リュクルゴスは精力的にメッセニア、アカイア同盟、そしてその争いに介入してきたマケドニア王国と戦った。即位の年に彼はメガロポリス領のアテナイオンを包囲した。
翌紀元前218年にはメッセニア、続いてテゲアに攻め込んだが、大した成果もなく戻った。しかし、歩兵2,000と騎兵200からなるメッセニア軍がラコニアとアルゴスの境まで接近してくると、リュクルゴスはそれを迎え撃って敗走させた。彼は余勢を駆ってペロポネソスにいるマケドニア王ピリッポス5世と戦おうとし、アミュークライ（スパルタ市の南）へと向かった。そこでリュクルゴスはエウロタス川を挟んだアミュクライの対岸のメネライオンに2,000を切る兵士と共に着陣し、残りの部隊はのろしが上がれば出撃するよう指示してアミュクライに残した。北進したピリッポスは傭兵、盾兵、イリュリア人の部隊を率いて川を渡り、リュクルゴスの拠る丘に攻撃をかけた。当初ピリッポスは傭兵だけを戦わせ、この時はリュクルゴスは優勢に戦ったが、ピリッポスが次いで盾兵とイリュリア人と順次戦力を投入すると、リュクルゴスはその二倍の兵力差の前に押し潰され、敗走した。スパルタ軍は数百人の戦死者とそれを上回る捕虜を出した。
紀元前217年、彼が革命を目論んでいるという噂が広がったためリュクルゴスはアイトリアへと逃亡した。しかし、後に噂は嘘であることが判明したため、彼は呼び戻された。その後、彼はアイトリアのピュリアスと手を結び、メッセニアに同時攻撃を仕掛けようとしたが、ピュリアスが早々と敗退したために計画は失敗した。
紀元前215年、リュクルゴスは共同統治者のアゲシポリスを廃位し、単独の支配者となった。しかし、紀元前210年にリュクルゴスは王位を狙ったケファロンなる者によって殺された。しかし、ケファロンの計画は失敗したため、王位はリュクルゴスの子のペロプスとその後見人マカニダスによって継がれた。

## 註
1. ↑  ポリュビオス, IV, 35, 14
2. ↑  ibid, IV, 37, 6
3. ↑  ibid, V, 5、1；17, 1-2
4. ↑  ibid, V, 20, 6-12
5. ↑  ibid, V, 21, 1-11; 22, 1-5
6. ↑  ibid, V, 29, 8-9; 91, 1-2
7. ↑  ibid, V, 92, 2-6
8. ↑  ibid, IV, 1-5